# Bata (calciatore)
Bata, pseudonimo di Agustín Sauto Arana (Barakaldo, 11 maggio 1908 – Valle de Trápaga-Trapagaran, 21 agosto 1986), è stato un calciatore spagnolo, di ruolo attaccante.

## Carriera

### Club
Dopo essere cresciuto nel Barakaldo, squadra della sua città, venne acquistato dall'Athletic Club nel 1929, debuttando nella prima divisione spagnola il 1º dicembre 1929 (Athletic-Real Madrid 2-1).
Con l'Athletic Club vinse quattro campionati, compreso il primo della storia della Primera División spagnola e quattro Coppe di Spagna.
È stato il top scorer nella Liga 1930-31 con 27 reti, vincendo il Trofeo Pichichi.
Nella stessa stagione fissò il record per il maggior numero di gol in una partita (record eguagliato in seguito da Kubala): 7 centri nella partita vinta dall'Athletic contro il Barcellona per 12-1.
Con la maglia bianco-rossa dell'Athletic totalizzò 118 presenze nella Liga, segnando 108 reti. Dopo la guerra civile spagnola tornò a giocare con il Barakaldo FC fino al 1943.

### Nazionale
È stato convocato con la Nazionale spagnola una sola volta, nella partita Spagna-Italia 0-0, svoltasi a Bilbao il 19 aprile 1931.

## Statistiche

### Cronologia presenze e reti in Nazionale
| Cronologia completa delle presenze e delle reti in nazionale ― Spagna | Cronologia completa delle presenze e delle reti in nazionale ― Spagna | Cronologia completa delle presenze e delle reti in nazionale ― Spagna | Cronologia completa delle presenze e delle reti in nazionale ― Spagna | Cronologia completa delle presenze e delle reti in nazionale ― Spagna | Cronologia completa delle presenze e delle reti in nazionale ― Spagna | Cronologia completa delle presenze e delle reti in nazionale ― Spagna | Cronologia completa delle presenze e delle reti in nazionale ― Spagna |
| Data                                                                  | Città                                                                 | In casa                                                               | Risultato                                                             | Ospiti                                                                | Competizione                                                          | Reti                                                                  | Note                                                                  |
| --------------------------------------------------------------------- | --------------------------------------------------------------------- | --------------------------------------------------------------------- | --------------------------------------------------------------------- | --------------------------------------------------------------------- | --------------------------------------------------------------------- | --------------------------------------------------------------------- | --------------------------------------------------------------------- |
| 19/04/1931                                                            | Bilbao                                                                | Spagna                                                                | 0 – 0                                                                 | Italia                                                                | Amichevole                                                            | -                                                                     |                                                                       |
| Totale                                                                |                                                                       | Presenze                                                              | 1                                                                     |                                                                       | Reti                                                                  | 0                                                                     |                                                                       |

## Palmarès

### Club
- Campionato spagnolo: 4

Athletic Bilbao: 1929-1930, 1930-1931, 1933-1934, 1935-1936
- Coppa di Spagna: 4

Athletic Bilbao: 1930, 1931, 1932, 1933

### Individuale
- Trofeo Pichichi: 1

Athletic Bilbao: 1930-1931